# 사쿠다 유지
사쿠다 유지(일본어: 作田 裕次, 1987년 12월 4일 ~ )는 일본의 전 축구 선수이다.

## 구단 경력
그는 2010년부터 2021년까지 J리그의 미토 홀리호크, 오이타 트리니타, 몬테디오 야마가타, 츠바이겐 가나자와에서 활동하였다.